# Simo Saarinen
Simo Olavi Saarinen (* 14. Februar 1963 in Helsinki) ist ein ehemaliger finnischer Eishockeyspieler, der in seiner aktiven Zeit von 1980 bis 1996 unter anderem für die New York Rangers in der National Hockey League gespielt hat.

## Karriere
Simo Saarinen begann seine Karriere als Eishockeyspieler in seiner Heimatstadt in der Nachwuchsabteilung von HIFK Helsinki, für dessen Profimannschaft er von 1980 bis 1984 in der SM-liiga aktiv war. In der Saison 1982/83 wurde er dabei Finnischer Meister mit seiner Mannschaft. In der folgenden Spielzeit spielte er parallel für die Olympiaauswahl Finnlands in der SM-liiga. In der Saison 1984/85 stand er in insgesamt acht Spielen für die New York Rangers in der National Hockey League auf dem Eis. Die Rangers hatten ihn bereits im NHL Entry Draft 1982 in der zehnten Runde als insgesamt 193. Spieler ausgewählt. Aufgrund einer Knieverletzung fiel er jedoch den Großteil seiner Premierenspielzeit in Nordamerika sowie im folgenden Jahr aus, in dem er für die New Haven Nighthawks in der American Hockey League in 13 Spielen drei Tore und vier Vorlagen erzielte. Daraufhin kehrte er nach Finnland zurück, wo er bis zu seinem Karriereende 1996 im Alter von 33 Jahren für seinen Heimatverein HIFK Helsinki auflief. Nach seiner Rückkehr nach Europa konnte er vor allem in der Saison 1987/88 überzeugen, in der er in das All-Star Team der SM-liiga gewählt wurde.

### International
Für Finnland nahm Saarinen im Juniorenbereich an der U18-Junioren-Europameisterschaft 1981 sowie den U20-Junioren-Weltmeisterschaften 1982 und 1983 teil. Bei der Junioren-WM 1982 gewann er mit seiner Mannschaft die Bronzemedaille, im folgenden Jahr wurde er in das All-Star Team gewählt.
Im Seniorenbereich stand er im Aufgebot seines Landes bei den Weltmeisterschaften 1989 und 1990 sowie den Olympischen Winterspielen 1984 in Sarajevo, 1988 in Calgary und 1992 in Albertville. Bei den Olympischen Spielen 1988 gewann er mit seiner Mannschaft die Silbermedaille.

## Erfolge und Auszeichnungen
- 1983 Finnischer Meister mit HIFK Helsinki
- 1988 SM-liiga All-Star Team

### International
- 1982 Bronzemedaille bei der U20-Junioren-Weltmeisterschaft
- 1983 All-Star Team der U20-Junioren-Weltmeisterschaft
- 1988 Silbermedaille bei den Olympischen Winterspielen